# آني يي
آني يي (بالصينية: 伊能靜) هي مغنية وممثلة تايوانية، ولدت في 4 مارس 1969 بتايبيه في تايوان.

## وصلات خارجية
- آني يي على موقع IMDb (الإنجليزية)
- آني يي على موقع ألو سيني (الفرنسية)
- آني يي على موقع ميوزك برينز (الإنجليزية)
- آني يي على موقع أول موفي (الإنجليزية)
- آني يي على موقع قاعدة بيانات الأفلام السويدية (السويدية)
- آني يي على موقع قاعدة بيانات الأفلام السويدية (السويدية)
- آني يي على موقع قاعدة بيانات الفيلم (الإنجليزية)
- آني يي على موقع كينوبويسك (الروسية)
- آني يي على موقع كينوبويسك (الروسية)